# 亀岡断層
亀岡断層（かめおかだんそう）は、京都府亀岡市南東部（京都市西京区・大阪府高槻市との市境付近）から南丹市にかけてある活断層。

## 概要
断層は老の坂峠付近から鵜の川の右岸を走り、保津峡の入り口、七谷川の谷口付近を経て、南丹市八木町船枝付近まで約20 km、亀岡盆地と接する若丹山地の西麓にある。この断層は左横ずれ成分を含む逆断層と推定されており、断層の傾斜は北東に70°と推定されている。丹波高地から若丹山地と摂丹山地との区分する境界にあたっていて、西傾斜の逆断層である西山断層に連続すると見られる。また、亀岡盆地に対して山側約4kmのところを神吉断層、越畑断層が亀岡断層と並走している。
阪神・淡路大震災の直後、この断層を震源として震度7の余震が発生するという流言があった。

### 断層の活動
2004年の京都府による調査によると、約2万年前以降の上下の平均変位速度は0.30-0.48m/千年と推定されている。その他、単位変位量、最新活動時期、活動間隔などは不明である。